# Ла-Лигуа
Ла-Лигуа (исп. La Ligua) — город в Чили. Административный центр одноимённой коммуны. Население города — 17 048 человек (2002). Город и коммуна входит в состав провинции Петорка и области Вальпараисо.
Территория — 1163 км². Численность населения — 35 390 жителей (2017). Плотность населения — 30,4 чел./км².

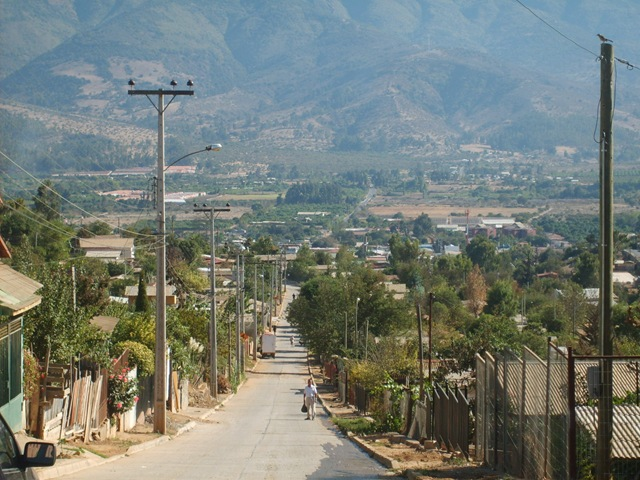
Старый район Ла-Лигуа

## Расположение
Город расположен в 76 км на северо-восток от административного центра области города Вальпараисо.
Коммуна граничит:
- на севере — c коммуной Лос-Вилос
- на северо-востоке — c коммуной Петорка
- на востоке — с коммуной Кабильдо
- на юге — c коммуной Ла-Калера
- на юго-западе — c коммунами Сапальяр, Папудо
- на западе — Тихий океан

## Демография
Согласно сведениям, собранным в ходе переписи 2017 г. Национальным институтом статистики (INE), население коммуны составляет:
| Полное население                          | Полное население                          | Полное население                          | Полное население                          | Полное население                          | 35 390 |
| ----------------------------------------- | ----------------------------------------- | ----------------------------------------- | ----------------------------------------- | ----------------------------------------- | ------ |
| в том числе:                              | Городское население                       | 26 009                                    | Процент городского населения, %           | 73,49                                     |        |
|                                           | Сельское население                        | 9 381                                     | Процент сельского населения, %            | 26,51                                     |        |
|                                           | Мужское население                         | 17 340                                    | Процент мужского населения, %             | 49,00                                     |        |
|                                           | Женское население                         | 18 050                                    | Процент женского населения, %             | 51,00                                     |        |
| Плотность населения, чел/км²              | Плотность населения, чел/км²              | Плотность населения, чел/км²              | Плотность населения, чел/км²              | Плотность населения, чел/км²              | 30,4   |
| Население коммуны в % к населению области | Население коммуны в % к населению области | Население коммуны в % к населению области | Население коммуны в % к населению области | Население коммуны в % к населению области | 1,95   |

| Динамика изменения населения коммуны | Динамика изменения населения коммуны | Динамика изменения населения коммуны | Динамика изменения населения коммуны |
| ------------------------------------ | ------------------------------------ | ------------------------------------ | ------------------------------------ |
| 1992                                 | 2002                                 | 2012                                 | 2017                                 |
| 27 322                               | 31 987▲                              | 33 667▲                              | 35 390▲                              |

## Важнейшие населенные пункты[4]
| №  | Населённый пункт    | Населённый пункт (исп.) | Категория | Население чел. (2002) | На карте                        |
| -- | ------------------- | ----------------------- | --------- | --------------------- | ------------------------------- |
| 1  | Ла-Лигуа            | La Ligua                | город     | 17048                 | 32°27′05″ ю. ш. 71°13′58″ з. д. |
| 2  | Валье-Эрмосо        | Valle Hermoso           | город     | 3758                  | 32°26′32″ ю. ш. 71°11′55″ з. д. |
| 3  | Пласилья            | Placilla                | город     | 2043                  | 32°26′53″ ю. ш. 71°17′02″ з. д. |
| 4  | Эль-Кармен-Ла-Игера | El Carmen-La Higuera    | поселок   | 1140                  | 32°28′54″ ю. ш. 71°10′48″ з. д. |
| 5  | Лос-Мольес          | Los Molles              | город     | 636                   | 32°14′05″ ю. ш. 71°30′44″ з. д. |
| 6  | Пичикуй             | Pichicuy                | город     | 625                   | 32°20′28″ ю. ш. 71°27′20″ з. д. |
| 7  | Кебрада-Эль-Побре   | Quebrada El Pobre       | поселок   | 608                   | 32°25′05″ ю. ш. 71°13′04″ з. д. |
| 8  | Ла-Канела           | La Canela               | поселок   | 576                   | 32°21′45″ ю. ш. 71°09′30″ з. д. |
| 9  | Санта-Марта         | Santa Marta             | поселок   | 423                   | 32°20′07″ ю. ш. 71°10′50″ з. д. |
| 10 | Эль-Трапиче         | El Trapiche             | поселок   | 417                   | 32°19′11″ ю. ш. 71°17′23″ з. д. |
| 11 | Пуянкон             | Puyancón                | поселок   | 372                   | 32°18′36″ ю. ш. 71°12′50″ з. д. |
| 12 | Лас-Парселас        | Las Parcelas            | поселок   | 350                   | 32°23′41″ ю. ш. 71°22′31″ з. д. |
| 13 | Лос-Кинкельес       | Los Quinquelles         | поселок   | 104                   | 32°17′26″ ю. ш. 71°28′13″ з. д. |